# 이와타야
이와타야(岩田屋, 영어: Iwataya)는 일본 후쿠오카현 후쿠오카시 주오구 덴진에 본점을 둔 미쓰코시 이세탄 홀딩스 산하의 백화점이다.